# دختر مهمانی (فیلم ۱۹۵۸)
دختر مهمانی (انگلیسی: Party Girl) فیلمی در ژانر درام و نوآر به کارگردانی نیکلاس ری است که در سال ۱۹۵۸ منتشر شد.

## بازیگران
- رابرت تیلور
- سید شریس
- لی جی. کاب
- جان آیرلند
- کنت اسمیت
- دیوید اپاتوشو
- ویتو اسکاتی
- وان تیلور
- کوری آلن
- جک لمبرت
- استارت هولمز